# 袁晴棠
袁晴棠（1938年5月12日—），女，河南南召人，中国石油化工专家，中国石化集团科技委资深委员、教授级高级工程师，从事乙烯裂解技术的研发工作。

## 生平
1961年毕业于天津大学。曾任中国石化总公司、中国石化集团总工程师，现任中国石化集团科技委资深委员、教授级高级工程师。1994年享受政府特殊津贴。1995年当选中国工程院化工、冶金与材料工程学部院士。2000年又当选中国工程院工程管理学部院士。

## 社会兼职
- 第九届、第十届全国政协委员
- 中国石油学会副理事长
- 中国化工学会常务理事

## 荣誉
- 1994年被授予中国石油化工总公司有突出贡献专家称号